# Rinna kyrka
Rinna kyrka är en kyrkobyggnad i Rinna, Boxholms kommun, Östergötland. Den ligger omkring 12 kilometer sydväst om Mjölby.

## Kyrkobyggnaden
Rinna kyrka är en vitputsad nyklassicistisk byggnad med enskeppigt långhus och rakslutet kor i öster samt lanterninförsett torn med vapenhus i väster. Utanför koret en halvrund tillbyggnad innehållande sakristia. 
Den gustavianska interiören med tunnvälvt tak och stora rundbågiga fönster är bevarad i så gott som ursprungligt skick. Kyrkan har därför ett stort värde ur arkitektonisk och konstnärlig synvinkel.

## Historik

### Den forna kyrkan
Den första stenkyrkan i Rinna uppfördes troligen i början av 1200-talet. Enligt en teckning från 1670 bestod den av ett långhus med lägre kor i öster och torn i väster. Vapenhuset låg vid söderväggen. År 1382 är första gången församlingen nämns i bevarade källor.
När klockstapeln först kom till vet man inte, men en stapel finns omtalad 1649. Möjligen blåste klockstapeln omkull 1675. I alla händelser byggdes en ny 1681 av tornbyggmästaren Matthias Schröder, Säby. Inte långt därefter revs det gamla stentornet som var mycket skrabbigt. 
Redan under 1600-talet klagades det över att kyrkan var för liten och 1684 gjordes planer upp att bygga till den. Sju år senare togs ett beslut att bygga ett nytt vapenhus. Det blev denna gång dock varken det ena eller det andra.
År 1760 brann prästgården i Ekeby socken. Det berörde även Rinna socken eftersom denna inte var eget pastorat utan hade sin kyrkoherde boende i Ekeby. Vid eldsvådan kom även en stor del av Rinnas arkivalier att förtäras av lågorna. Det är därför magert med äldre uppgifter om kyrkan.

### Den nya kyrkan tar form
Vid biskopsvisitationen år 1784 framfördes ett trängande behov av en ny kyrka och denna gång dröjde det inte så länge förrän sockenstämman fattade beslut om en nybyggnation. Man rådfrågade murmästare Sven Dahlberg och byggmästare Winggren från Norrköping, vilka nyligen byggt upp Regna kyrka, och de föreslog att den nya kyrkan skulle förläggas omedelbart norr om dåvarande kyrkobyggnad. Arkitekt Olof Tempelman vid Kungl. Öfverintendentsämbetet upprättade 1788 ett förslag med rektangulärt långhus, i väster försett med ovalt vapenhus och torn och i öster med cirkelrund sakristia. Lösningen accepterades dock ej av sockenborna, som fann den alltför kostsam. De begärde att i stället få ett förslag som var "mera enfaldigt och tarfligt", likt Regna kyrka. Olof Tempelman upprättar 1794 ett nytt mer traditionellt förslag med rakslutet kor och halvrund utbyggnad för sakristian. Inte heller detta accepterades. På socknens begäran förenklade och förminskade Olof Tempelman förslaget ytterligare 1799 och äntligen godkändes ritningarna av stämman.
Nu kunde man sätta igång. Som entreprenör för kyrkbygget antogs byggmästare Casper Seurling, Linköping, som byggt ett trettiotal kyrkor under perioden 1780–1807. Enligt vissa uppgifter lades grunden redan år 1799 eller 1800 varefter bygget avslutades 1802, enligt andra pågick byggnadsarbetet under åren 1802–1803. Många sockenbor lämnade bidrag: patronus skänkte tegel och takspån, prostinnan Hedvig Maria Curman överlämnade en silverkanna, andra lämnade bidrag till altartavla, predikstol med mera. Det beslutades att alla hemman skulle leverera material och utföra dagsverken.

### Den nuvarande kyrkan
Först 1835 byggdes en piporgel av orgelbyggare Gustaf Andersson, Stockholm.
Då biskop Johan Jacob Hedrén 1838 visiterade församlingen, kunde han konstatera att kyrkan "är en av de vackraste i Göstrings prosteri". Dock byttes takspånen 1902 ut mot järnplåt; denna målades 1958 med kopparnitrat.

## Inventarier
- Triumfkrucifix, den lidande Kristus från verkstad i Östergötland under mitten av 1300-talet, (bilder).
- Vinkanna tillverkad av silversmeden Peter Henning, Stockholm, i slutet av 1600-talet, skänkt 1803 av Hedvig Maria Starbus, änka efter prosten H. M. Curman.
- Tennljusstakar i senbarock stil från slutet av 1600-talet.
- Mässingsljusstakar med ornering i senbarock, skänkta av komminister Thomas Lindell i samband med hustruns begravning.
- Dopfunt med åttkantig cuppa, levererad från mäster Johan Andersson Silverlings stenhuggarverkstad i Vadstena och skänkt av makarna Måns Olofsson i Ärmstorp 1691.
- Dopskål i barockstil, ursprungligen vinskål, tillverkad av mästaren Henrik Reimers, Norrköping.
- Altartavla föreställande Jesu himmelsfärd, målad av Pehr Hörberg 1803 och hårt renoverad av Konrad Simonsson 1881.
- Predikstol, ritad av Fr. M. Beurling, tillverkad av snickare Thunström.
- Ett fragment av en runsten förvaras i ett utrymme innanför sakristian. Den hittades i kyrkogårdsmuren och är den enda kända i Rinna.
- Brudbänk, förvaras i tornkammaren.
- Straffstock, förvaras i tornkammaren.
- Storklockan, gjuten 1748.
- Lillklockan, sannolikt gjuten 1748.

## Orglar
- 1744: Orgelbyggare Daniel Stråhle (1700-1746) bygger ett 7-stämmigt orgelverk.
- 1835: I nya kyrkan bygger Gustaf Andersson, Stockholm, en enmanualig orgel med bihangspedal. Fasaden placeras på läktarbarriären och spelbordet på orgelhusets norra gavel. Klaviaturomfång: manual C - f³, pedal C - g°. Alla fasadpipor stumma. Orgeln är mekanisk.

Disposition 1835:
| Manual C-f³            | Pedal C-h° |
| Borduna 16', B/D       | bihängd    |
| Principal 8', B/D      |            |
| Dubbelfleut 8'         |            |
| Fugara 8'              |            |
| Octava 4'              |            |
| SpetsFleut 4'          |            |
| Quinta 3' (eg. 2 2/3') |            |
| Octava 2'              |            |
| Trompet 16’, B/D       |            |
| Trompet 8', B/D        |            |

- 1962: Reparation och tillbyggnad av orgelbyggare Rudolf von Beckerath, Hamburg, varvid mekaniken förnyas och orgeln erhåller bröstpositiv och pedalverk. Det ursprungliga spelbordet bytes ut mot ett nytt.

Disposition 1962:
| Manual C-f³                         | Positiv C-f³               | Pedal C-f¹           | Koppel         |
| Borduna 16’ B (C-h°) /D c¹-f³)      | Traegedackt 8’ (1962)      | Subbas 16' (1962)    | Manual/ped     |
| Principal 8’                        | Rörfleut 4’ (1962)         | Gedacktbas 8' (1962) | Positiv/pedal  |
| Dubbelfleut 8’                      | Principal 2’ (1962)        | Choralbas 4' (1962)  | Positiv/manual |
| Fugara 8’ (C-H från Dubbelfleut 8') | Cimbel II-III chor. (1962) |                      |                |
| Oktava 4’                           | Regal 8’ (1962)            |                      |                |
| Spetsfleut 4’                       | Tremulant (1962)           |                      |                |
| Quinta 3’ (eg. 2 2/3')              |                            |                      |                |
| Oktava 2’                           |                            |                      |                |
| Trompet 16’, B (C-c°) /D (c#°-f³)   |                            |                      |                |
| Trompet 8’, B (C-h°) /D (c¹-f³)     |                            |                      |                |

- 1978: Reparation utförd av Reinhard Kohlus som bland annat reparerade skador på pipverket, förorsakade av vandalisering.